# 代位弁済
代位弁済（だいいべんさい）とは、「弁済による代位」という法律効果を伴う弁済。
- 民法は、以下で条数のみ記載する。

## 概説
代位弁済の場合の代位とは、弁済者が債権者が有していた原債権を取得することをいう。
保証人が保証債務の履行を求められて債務者に代わって弁済した場合や、474条の規定により第三者が債務者に代わって第三者弁済をした場合には、求償権が発生する。代位弁済は、これらの請求権のほかに、債権者が有していた債務者に対する債権に、弁済者が代位することも認めるものである。
「弁済」には、狭義の弁済だけでなく、弁済とみなすことができる場合を含む。したがって、代物弁済・供託はもちろん、相殺、連帯債務者の一人または連帯保証人との混同においても代位が許される。さらには、債権者が担保権の実行などにより満足を得た場合にも代位が認められる（担保権の実行により所有権を失った物上保証人や抵当不動産の第三取得者が代位する）。
原債権と求償債権は別個独立の債権であり、別個の消滅時効にかかるが、前者は後者を確実なものとするために存在するという意味において、両者は主従の関係にある。そのため、一方の満足を受けることができれば、両方の債権が消滅すると解される。

## 弁済による代位の要件

### 債権者に対する弁済
債務者のために弁済をした者は、債権者に代位する（499条）。
2017年の改正前は弁済をするについて正当な利益を有する場合（法定代位）を500条、そうでない場合（任意代位）を499条に定めていたが、2017年改正の民法（2020年4月1日法律施行）で
旧499条と旧500条の条文を一つにまとめるなど規定が整理された。なお、弁済をするについて正当な利益を有する者でない第三者については弁済が制限されている（474条）。
2017年の改正前の旧499条1項では任意代位の場合には債権者の承諾を得ることが要件とされていたが、弁済を受領しておきながら代位のみ拒絶することを債権者に認めるのは衡平を欠くことから、2017年改正の民法（2020年4月1日法律施行）で代位の要件として債権者の承諾は不要となった。

### 債権譲渡の対抗要件
2017年改正の民法500条（改正前の499条2項）は「第四百六十七条の規定は、前条の場合（弁済をするについて正当な利益を有する者が債権者に代位する場合を除く。）について準用する。」としている。債務者のために弁済をした者が債権者に代位するためには、原則として債権譲渡の対抗要件が必要であるが、弁済をするについて正当な利益を有する者が債権者に代位する場合には不要である。
2017年改正の民法（2020年4月1日法律施行）で、正当な利益を有する者による弁済の場合の代位については、467条の規定を準用しない旨を明示する形に改められた。

## 弁済による代位の効果

### 代位の範囲
債権者に代位した者は、債権の効力及び担保としてその債権者が有していた一切の権利を行使することができる（501条1項）。ただし、権利の行使は、債権者に代位した者が自己の権利に基づいて債務者に対して求償をすることができる範囲内（保証人の一人が他の保証人に対して債権者に代位する場合には、自己の権利に基づいて当該他の保証人に対して求償をすることができる範囲内）に限り、することができる（501条2項）。
2017年改正の民法（2020年4月1日法律施行）で501条は整理されている。

### 第三取得者・物上保証人・保証人間
第三取得者・物上保証人・保証人間は次に掲げるところによる（501条3項）。
1. 第三取得者（債務者から担保の目的となっている財産を譲り受けた者をいう。以下この項において同じ。）は、保証人及び物上保証人に対して債権者に代位しない。
2. 第三取得者の一人は、各財産の価格に応じて、他の第三取得者に対して債権者に代位する。
3. 前号の規定は、物上保証人の一人が他の物上保証人に対して債権者に代位する場合について準用する。
4. 保証人と物上保証人との間においては、その数に応じて、債権者に代位する。ただし、物上保証人が数人あるときは、保証人の負担部分を除いた残額について、各財産の価格に応じて、債権者に代位する。

なお、旧501条1号では先取特権付債権、不動産質権付債権、抵当権付債権について保証人が代位弁済するときは、先取特権、不動産質権、抵当権の目的である不動産の第三取得者に対抗するためには、あらかじめ先取特権移転登記、不動産質権移転登記、抵当権移転登記を付記登記しておく必要があるとされていた。しかし、付記登記がないときに債権が消滅したという第三取得者の信頼が生じるか疑問とされ、2017年改正の民法（2020年4月1日法律施行）で付記登記に関する規定は削除された。

## 一部弁済による代位
債権の一部について代位弁済があったときは、代位者は、債権者の同意を得て、その弁済をした価額に応じて、債権者（原債権者）とともにその権利を行使することができる（502条1項）。2017年の改正前の判例では一部弁済による代位弁済者も単独で権利を行使できるとしていたが、2017年改正の民法（2020年4月1日法律施行）はこの立場と異なり一部弁済による代位弁済者が権利行使するには債権者の同意が必要とした。
なお、債権の一部について代位弁済があったときでも、債権者（原債権者）は、単独でその権利を行使することができる（502条2項、2017年改正の民法（2020年4月1日法律施行）で明文化）。
前二項の場合に債権者が行使する権利は、その債権の担保の目的となっている財産の売却代金その他の当該権利の行使によって得られる金銭について、代位者が行使する権利に優先する（502条3項）。
第一項の場合において、債務の不履行による契約の解除は、債権者のみがすることができる。この場合においては、代位者に対し、その弁済をした価額及びその利息を償還しなければならない（502条4項、旧502条3項）。

## 債権者による債権証書の交付等
代位弁済によって全部の弁済を受けた債権者は、債権に関する証書及び自己の占有する担保物を代位者に交付しなければならない（503条1項）。債権の一部について代位弁済があった場合には、債権者は、債権に関する証書にその代位を記入し、かつ、自己の占有する担保物の保存を代位者に監督させなければならない（503条2項）。

## 債権者による担保の喪失等
弁済をするについて正当な利益を有する者（以下この項において「代位権者」という。）がある場合において、債権者が故意又は過失によってその担保を喪失し、又は減少させたときは、その代位権者は、代位をするに当たって担保の喪失又は減少によって償還を受けることができなくなる限度において、その責任を免れる。その代位権者が物上保証人である場合において、その代位権者から担保の目的となっている財産を譲り受けた第三者及びその特定承継人についても、同様とする（504条1項）。2017年改正の民法（2020年4月1日法律施行）で担保目的物を譲り受けた者にも拡張された。
前項の規定は、債権者が担保を喪失し、又は減少させたことについて取引上の社会通念に照らして合理的な理由があると認められるときは、適用しない（504条2項）。2項の規定は2017年改正の民法（2020年4月1日法律施行）で追加された。